# U 131 (Kriegsmarine)
De U 131 was een U-boot van het type IX C van de Duitse Kriegsmarine tijdens de Tweede Wereldoorlog. Op 17 december 1941 werd de U 131 tot zinken gebracht door vijf escorteschepen- van het konvooi HG-76 en een Grumman F4F Wildcat/Martlett-vliegtuig van het hulpvliegdekschip HMS Audacity. Ze stond onder commando van korvetkapitein Arend Baumann.

## Geschiedenis
Ten noordoosten van Madeira, Portugal, op positie 34° 12′ 0″ NB, 13° 35′ 0″ WL werd de U 131 tot zinken gebracht door 5 escortevaartuigen, de sloep HMS Stork, (commandant kapitein-ter-zee Frederick Johnnie Walker), het korvet HMS Penstemon en de torpedobootjagers HMS Exmoor, HMS Blankney, HMS Stanley en een Martlett-vliegtuig van HMS Audacity. De U-bootbemanning werd krijgsgevangen gemaakt.
Voordat de U 131 zonk, schoot ze een Britse Martlett vliegtuig neer (Squadron 802 FAA). Dit was de eerste keer dat een U-boot een vliegtuig neerschoot.